# 斯普林泰姆 (蒙大拿州)
斯普林泰姆（英語：Springtime）是位於美國蒙大拿州斯蒂爾沃特縣的鬼鎮。

## 歷史
斯普林泰姆的郵局於1916年設立，其後於1932年停運。

## 地理
斯普林泰姆所處的海拔為高於海平面1117米（即3665英呎），而該地所採用的時區為UTC-7，即北美山地時區（MST）。同時該地設有夏令時間，為UTC-7調快一小時，即UTC-6（MDT）。